# Reincarnate
Reincarnate —en español: Reencarnar— es el tercer álbum de la banda estadounidense de metalcore Motionless in White, lanzado al mercado el 16 de septiembre de 2014 a través del sello discográfico Fearless Records, además es el primer álbum sin baterista oficial.
Reincarnate cuenta con la colaboración de cuatro artistas: Dani Filth, Maria Brink, Dessa Poljak y Tim Sköld, lo que lo convierte en el segundo álbum de estudio de Motionless in White con músicos invitados.

## Antecedentes
El 23 de enero de 2014, la banda anunció una gira con The Plot in You, Like Moths to Flames, For the Fallen Dreams y The Defiled con For Today aparece en San Antonio. Después de la gira, la banda entró en el estudio para trabajar en su seguimiento a su álbum de 2012, Infamous.
El 23 de abril de 2014, el tercer álbum de estudio de la banda, Reincarnate se anunció a través de medios de comunicación social, con una fecha de lanzamiento prevista de 16 de septiembre de 2014 en todo el mundo, pero sería lanzado un día antes en Reino Unido. La banda declaró que seguirían siendo un quinteto y trabajar con baterías de turismo y de sesión.

## Recepción

### Crítica
Andy Biddulph de Rocksound declaró que la banda parece estar reafirmar el sonido de su anterior álbum Infamous, pero con diversos grados de éxito. Se quejaba de que están tomando demasiada influencia de Marilyn Manson y Cradle of Filth, por lo tanto, carece de su propia identidad. Sin embargo, Biddulph llegó a decir que era un buen esfuerzo y espera que su próximo álbum será una mejora.
El álbum vendió 31 000 copias en su primera semana de lanzamiento y debutó en el # 9 Billboard Top 200, # 1 Roca listas de álbumes, y se convirtió en el # 1 del metal del álbum en iTunes.

## Lista de canciones
| N.º | Título                                                             | Escritor(es)                                           | Duración |  |
| 1.  | «Death March»                                                      | Motionless In White, Mick Kenney, Drew Fulk, Tim Skold | 4:43     |  |
| 2.  | «Reincarnate»                                                      | Motionless In White, Kenney, Fulk                      | 3:40     |  |
| 3.  | «Puppets 3 (The Grand Finale)» (con Dani Filth de Cradle of Filth) | Motionless In White, Kenney                            | 4:15     |  |
| 4.  | «Unstoppable»                                                      | Motionless In White, Erik Ron                          | 3:27     |  |
| 5.  | «Everybody Sells Cocaine»                                          | Motionless In White, Fulk, Skold, Kyle Odell           | 3:55     |  |
| 6.  | «Contemptress» (con Maria Brink de In This Moment)                 | Motionless In White, Skold, Ron                        | 4:02     |  |
| 7.  | «Break The Cycle»                                                  | Motionless In White, Kenney, Fulk, Skold, Odell        | 4:02     |  |
| 8.  | «Generation Lost»                                                  | Motionless In White, Kenney, Fulk, Skold               | 2:59     |  |
| 9.  | «Dark Passenger»                                                   | Motionless In White, Kenney, Fulk, Ron                 | 3:49     |  |
| 10. | «Wasp» (con Dessa Poljak)                                          | Motionless In White, Kenney, Fulk, Skold               | 7:01     |  |
| 11. | «Dead as Fuck»                                                     | Motionless In White, Kenney, Fulk                      | 2:57     |  |
| 12. | «Final Dictvm» (con Tim Skold)                                     | Skold                                                  | 5:06     |  |
| 13. | «Carry the Torch»                                                  | Motionless In White, Skold                             | 5:57     |  |
| 14. | «Sinematic» (acoustic version) (digital bonus track)               |                                                        | 4:28     |  |

## Personal
| Motionless in White - Chris "Motionless" Cerulli - voz, programación - Ryan Sitkowski - guitarra líder - Ricky "Horror" Olson - guitarra rítmica, coros - Devin "Ghost" Sola - bajo, coros - Joshua Balz - teclados, sintetizador, coros | Músicos adicionales - Tom Hane: batería - Dani Filth: voz (pista 3). - Maria Brink: voz (pista 6). - Dessa Poljak: voz (pista 10). - Tim Skold: composición, voz y guitarra. |

## Posicionamiento en listas
| Listas (2014)                         | Mejor posición |
| ------------------------------------- | -------------- |
| Australia (ARIA)                      | 19             |
| Canadá (Billboard Canadian Albums)    | 20             |
| Estados Unidos (Billboard 200)        | 9              |
| Estados Unidos (Independent Albums)   | 2              |
| Estados Unidos (Top Hard Rock Albums) | 1              |
| Estados Unidos (Top Rock Albums)      | 1              |
| Reino Unido (UK Albums Chart)         | 9              |